# شیدرتی
شیدرتی (به قزاقی: Shiderti) یک رود در قزاقستان است که در استان پاولودار واقع شده‌است.